# Pogonus
Pogonus es un género de insectos coleópteros de la familia Carabidae.

## Especies
Se reconocen las siguientes especies:

- Pogonus andrewesi Lutshnik, 1934
- Pogonus apicalis Erichson, 1843
- Pogonus approximans Fairmaire, 1888
- Pogonus australis Chaudoir, 1878
- Pogonus biroi Csiki, 1907
- Pogonus bulgani Jedlicka, 1968
- Pogonus cardiotrachelus Chaudoir, 1871
- Pogonus castaneipes Fairmaire, 1889
- Pogonus chalceus (Marsham, 1802)
- Pogonus cumanus Lutshnik, 1916
- Pogonus diplochaetoides Baehr, 1997
- Pogonus fennelli Hudson, 2000
- Pogonus formosanus Jedlicka, 1956
- Pogonus gilesi Moore, 1977
- Pogonus gilvipes Dejean, 1828
- Pogonus grossi Moore, 1977
- Pogonus hypharpagioides Sloane, 1895
- Pogonus iridipennis Nicolai, 1822
- Pogonus itoshimaensis Habu, 1954
- Pogonus japonicus Putzeys, 1875
- Pogonus lamprus Wiedemann, 1823
- Pogonus littoralis Duftschmid, 1812
- Pogonus luctuosus Pering, 1896
- Pogonus luridipennis Germar, 1823
- Pogonus lutshniki Kryzhanovskij, 1990
- Pogonus matthewsi Baehr & Hudson, 2001
- Pogonus meridionalis Dejean, 1828
- Pogonus micans Chaudoir, 1842
- Pogonus minutus Dejean, 1828
- Pogonus nigrescens Baehr, 1984
- Pogonus olivaceus Carret, 1903
- Pogonus ordossicus Semenov, 1889
- Pogonus orientalis Dejean, 1828
- Pogonus pallidipennis Dejean, 1828
- Pogonus peisonis Ganglbauer, 1891
- Pogonus perovalis Baehr & Hudson, 2001
- Pogonus pueli Lutshnik, 1935
- Pogonus punctifrons Reitter, 1908
- Pogonus punctulatus Dejean, 1828
- Pogonus reticulatus Schaum, 1857
- Pogonus riparius Dejean, 1828
- Pogonus rodolphi Alluaud, 1939
- Pogonus saskiae Baehr, 1997
- Pogonus sauteri Jedlicka, 1956
- Pogonus smaragdinus Waltl, 1835
- Pogonus submarginatus Reitter, 1908
- Pogonus sumlini Baehr, 1999
- Pogonus syriacus Chaudoir, 1871
- Pogonus texanus Chaudoir, 1868
- Pogonus transfuga Chaudoir, 1871
- Pogonus turkestanicus Lutshnik, 1935
- Pogonus variabilis Moore, 1991
- Pogonus vicinus Baehr & Hudson, 2001
- Pogonus zietzi Sloane, 1895